# Lahıc (ort i Azerbajdzjan, Zaqatala)
Lahıc är en ort i Azerbajdzjan.   Den ligger i distriktet Zaqatala Rayonu, i den nordvästra delen av landet, 290 km väster om huvudstaden Baku. Lahıc ligger 213 meter över havet och antalet invånare är 1 954.
Terrängen runt Lahıc är platt. Närmaste större samhälle är Aliabad, 5,9 km norr om Lahıc.
Trakten runt Lahıc består till största delen av jordbruksmark. Runt Lahıc är det ganska glesbefolkat, med 35 invånare per kvadratkilometer.